# Treibhauseffekt

1) Sonnenlicht erwärmt die Oberfläche direkt.
2a) Die Wärmestrahlung wird von Treibhausgasen aufgehalten, was eine weitere Erwärmung bewirkt.
2b) Ohne Treibhausgase könnte die Wärmestrahlung direkt entkommen und die Oberfläche effizienter kühlen.

Der Treibhauseffekt ist die Wirkung von Treibhausgasen, die in einer Atmosphäre die Ausbreitung der Wärmestrahlung behindern und so die Temperatur der Planetenoberfläche erhöhen. Der Effekt entsteht dadurch, dass der unbewölkte Teil der Atmosphäre weitgehend transparent für die von der Sonne ankommende kurzwellige Strahlung ist, jedoch wenig transparent für die langwellige Infrarotstrahlung, die von der warmen Erdoberfläche und von der erwärmten Luft emittiert wird.
Der Begriff Treibhauseffekt bezeichnet nicht den Effekt im Treibhaus (oder Gewächshaus) aus Glas, sondern beschreibt nur anschaulich den damit verwandten Effekt der Atmosphäre. Die Gemeinsamkeit zum Glashaus besteht darin, dass Licht meist ungehindert ins Innere eindringt, während die daraus entstehende Wärme das System weniger leicht verlassen kann. Diese Wärmebarriere nach außen bewirkt einen Wärmestau, der die innere Temperatur ansteigen lässt. Der Wärmeverlust wird dadurch ebenfalls größer, bis er im höheren Temperaturgleichgewicht die eingestrahlte Leistung genau ausgleicht.
Im Vakuum des Weltalls kann ein Planet die empfangene Heizleistung nur durch Abgabe von Wärmestrahlung kompensieren. Treibhausgase wie Wasserdampf, Kohlenstoffdioxid und Methan stellen dabei ein Hindernis für die Wärmestrahlung dar und streuen einen Teil davon zurück zur Oberfläche, welche dadurch weiter erwärmt wird bis zu einer Gleichgewichtstemperatur, die empfindlich von der Treibhausgaskonzentration abhängt.
Der Treibhauseffekt steht auch in Wechselwirkung mit anderen Effekten der Oberfläche und Atmosphäre: Verstärkend wirken das Abschmelzen von Schnee, die Verdunstung von Wasser sowie sich bildende Eiswolken, abschwächend wirken die Abschattung durch tief hängende Wasserdampf-Wolken und die Konvektion aufsteigender Warmluft (Thermik).

## Geschichtliches

### Entdeckung
Der Treibhauseffekt wurde 1824 von dem französischen Mathematiker und Physiker Joseph Fourier entdeckt, verbunden mit der Annahme, dass die Erdatmosphäre isolierende Eigenschaften besitzt, die einen Teil der einfallenden Wärmestrahlung daran hindert, in den Weltraum reflektiert zu werden. Im Jahr 1856 untersuchte Eunice Foote die Treibhauswirkung verschiedener Gase. Foote durfte – als Frau – ihre Ergebnisse nicht selbst bei der American Association for the Advancement of Science vortragen, es gelang ihr aber die Publikation ihrer Forschung im Wissenschaftsjournal The American Journal of Science and Arts. Foote schloss aus ihren Daten: „Wenn, wie manche annehmen, irgendwann in der Geschichte der Erde der Luft ein größerer Anteil davon [von Kohlendioxid] beigemischt war als heute, dann hätte sich daraus zwangsläufig eine erhöhte Temperatur ergeben müssen.“ Im Jahr 1862 konnte der britische Naturforscher John Tyndall mittels präziser Messungen einige für den Treibhauseffekt verantwortlichen Gase wie Wasserdampf und Kohlenstoffdioxid identifizieren.
Dem schwedischen Physiker und Chemiker Svante Arrhenius (1859–1927) gelang es in einer 1896 veröffentlichten Publikation, den atmosphärischen Treibhauseffekt unter Berücksichtigung der Eis-Albedo-Rückkopplung erstmals quantitativ genauer zu beschreiben. Der erste Nachweis des Anstiegs der atmosphärischen Kohlenstoffdioxid-Konzentration und damit des anthropogenen Treibhauseffekts gelang 1958 Charles D. Keeling. Auf Keelings Initiative wurde eine Vielzahl von Messstationen für Kohlenstoffdioxid aufgebaut; die bekannteste befindet sich auf dem Mauna Loa auf Hawaii. Neben einem weltweiten Stationsnetz sind mehrere Erdbeobachtungssatelliten in Betrieb oder in Planung, deren Aufgabe unter anderem darin besteht, Daten zu Treibhausgas-Konzentrationen, Strahlungshaushalt oder Wolkenbildung beziehungsweise Aerosolverteilung zu sammeln.

### Historischer Verlauf
Seit Beginn des Industriezeitalters wurden durch menschliche Aktivitäten zusätzliche Treibhausgas-Anteile in der Atmosphäre aus Verbrennungsprozessen und der Landwirtschaft freigesetzt: Kohlenstoffdioxid, Methan, Lachgas sowie die indirekt bewirkte Entstehung von troposphärischem Ozon. Dieser Anstieg wird anthropogener Treibhauseffekt genannt und ist der Grund für die seit Beginn des Industriezeitalters auftretende und im bisherigen 21. Jahrhundert weiter zunehmende globale Erwärmung. Mehrere Komponenten des Treibhauseffekts sind inzwischen messtechnisch belegt, wie zum Beispiel die Zunahme des Strahlungsantriebs aufgrund anthropogener Treibhausgas-Emissionen, ebenso wie die bereits 1908 publizierte Annahme, dass sich die Tropopause bei zunehmender CO2-Konzentration nach oben verschiebt. Das gegenwärtige Kohlenstoffdioxid-Level ist das höchste seit mindestens 800.000 Jahren. Paläoklimatologischen Analysen zufolge traten auch während der letzten 14 Millionen Jahre (seit dem Klimaoptimum des Mittleren Miozäns) keine signifikant höheren CO2-Werte auf.

### Mögliche Entwicklungen
Die wichtigsten auf der Erde heute für den Treibhauseffekt verantwortlichen Treibhausgase sind Wasserdampf (Anteil 67 % bei klarem Himmel), gefolgt von Kohlenstoffdioxid (Anteil 24 %). Durch die Erderwärmung erhöht sich zudem, z. B. durch die Wasserdampf-Rückkopplung oder die Abnahme der CO2-Speicherung im wärmeren Ozean, die Konzentration dieser Treibhausgase weiter. Immer wieder wird diskutiert, ob durch diese positiven Rückkopplungen im Klimasystem prinzipiell ein galoppierender Treibhauseffekt in Gang gesetzt werden kann, der in der Vergangenheit beispielsweise auch auf dem Planeten Venus stattgefunden haben muss. Selbst ohne eine vollständig destabilisierende Rückkopplung können als Folge der Erwärmung leicht ein oder mehrere Kipppunkte im Erdklimasystem überschritten werden, ab denen sich das Klima auf einen neuen Gleichgewichtszustand einpendelt, mit höherem Meeresspiegel und einer deutlichen Abnahme der Biodiversität. Eine derartige Entwicklung würde das Bild der Erde gravierend verändern, vor allem durch die damit gekoppelte Verlagerung der Klima- und Vegetationszonen und das weitgehende Abschmelzen des westantarktischen und des grönländischen Eisschilds.

## Physikalische Wirkungsweise

### Strahlungsbilanz

Beispiel einer Modellrechnung von 2009 zur mittleren jährlichen Strahlungsbilanz der Erde für den Zeitraum von März 2000 bis Mai 2004. Die Berechnungen wurden erstellt teils aufgrund von Satellitendaten (CERES) und teils aufgrund von Annahmen (Hypothesen). Die Breite der breiten Pfeile deutet die Proportionen des Energieflusses an. Eine spätere Modellrechnung von 2013 ergab einen Energieüberschuss von 0,6 W/m², mit einem Unsicherheitsbereich von 0,2 bis 1,0 W/m².

Für die physikalische Erklärung der Temperatur der Erde wird zunächst die Strahlungsbilanz betrachtet. Von der Sonne strahlt Energie in Form von elektromagnetischer Strahlung in Richtung Erde. Die Strahlung trifft die Erde in einem kreisförmigen Ausschnitt mit einer Intensität von 1367 Watt pro Quadratmeter. Auf die gesamte Kugeloberfläche mit Tag- und Nachtseite bezogen entspricht das im Mittel 341 W/m², einem Viertel der eingestrahlten Intensität. Die Materie der Erde, auf die die Strahlung trifft, reflektiert rund 30 % davon direkt zurück. Der restliche absorbierte Teil erwärmt die Materie so weit, bis sie ihrerseits die gleiche Menge an Wärmeleistung abgibt. Global strahlt die Erde etwa die gleiche Leistung elektromagnetischer Energie zurück ins Weltall, die sie auch von der Sonne im Mittel empfängt.

### Mittlere Gleichgewichtstemperatur
Die mittlere Gleichgewichtstemperatur der Erde kann man zunächst für den hypothetischen Fall einer nicht vorhandenen Atmosphäre berechnen, bei jedoch gleichen Reflexionseigenschaften (Albedo) und gleicher Wärmekapazität und Wärmeverteilung. Die Oberfläche hätte dann im Mittel eine Temperatur von −18 °C. Nur bei diesem Wert ergibt sich mit dem Strahlungsgesetz rechnerisch ein Gleichgewicht, bei dem im Mittel genauso viel Wärmestrahlung an das −270 °C kalte Weltall abgegeben wird, wie auch Strahlungsenergie der Sonne aufgenommen wird.
Ist eine Atmosphäre vorhanden, muss wegen der Universalität des Strahlungsgesetzes an ihrer Außenseite ebenfalls die gleiche effektive Temperatur von −18 °C herrschen, damit das Strahlungsgleichgewicht bestehen kann. Wärmebilder der Erde würden vom All aus betrachtet genau diese mittlere Temperatur von −18 °C zeigen. Unterhalb der Atmosphäre auf der Erdoberfläche ist die mittlere Temperatur jedoch deutlich höher. Sie konnte für den Referenz-Zeitraum von 1961 bis 1999 als +14 °C ± 0,5 °C bestimmt werden. Die Differenz von 32 °C wird dem Treibhauseffekt zugeschrieben. Infolge der globalen Erwärmung liegt die aktuelle mittlere Temperatur inzwischen bei etwa +15 °C und die Differenz entsprechend bei 33 °C.

#### Vergleich mit anderen Planeten
Vergleiche mit anderen Planeten oder Rechnungen zu idealisierten Planetenmodellen verdeutlichen die Auswirkungen des Treibhauseffekts.
Ein Beispiel ganz ohne Atmosphäre findet man beim Mond. Er bekommt pro Fläche die gleiche Strahlungsleistung wie die Erde ab und hat eine mittlere Oberflächentemperatur von −20 °C. Trotz seiner dunkleren Farbe mit nur 11 % Reflexion (Albedo: 0,11) ist er im Mittel sogar noch etwas kälter als die −18 °C kalte Außentemperatur der Erde (Albedo: 0,294), was hauptsächlich an seiner langsameren Rotationsgeschwindigkeit mit einem Monat Periode liegt. Durch die extremen Temperaturunterschiede kann der Mond insgesamt mehr Wärme abstrahlen als bei einer schnelleren Rotation, bei der sich die Temperaturen der Tag- und Nachtseite durchmischen und aneinander angleichen.
Ein gewaltiger Unterschied findet sich bei unserem Nachbarplaneten Venus: Statt der berechneten −46 °C des Strahlungsgleichgewichts (Solarkonstante: 2.601,3 W/m², Albedo: 0,77 und langsame Rotation) wurden tatsächlich im Mittel 464 °C unter der dichten und fast reinen CO2-Atmosphäre auf der Planetenoberfläche gemessen, welche eine Emission von 16.578 W/m² verursacht. Diese deutliche Differenz ist dem Treibhauseffekt zuzuschreiben.

### Spektren emittierter Strahlung
Die häufigsten Wellenlängen im Spektrum des Sonnenlichtes liegen um 500 nm. Das entspricht grünem Licht, wobei die Summe aller sichtbaren Sonnenstrahlen als weißes Licht empfunden wird. Aus diesem Strahlungsmaximum kann man auf die Oberflächentemperatur der Sonne rückschließen: etwa 5600 °C oder 5900 K. Ähnliches gilt für Wärmestrahlung, die bei irdischen Temperaturen von etwa 20 °C in Form von elektromagnetischen Wellen von erwärmten Gegenständen abgestrahlt wird und deren häufigste Wellenlänge bei etwa 10.000 nm liegt (Infrarotstrahlung). Die Strahlung besteht dabei immer aus einer Bandbreite unterschiedlicher Wellenlängen und nach dem Wienschen Verschiebungsgesetz gilt: Je höher die Temperatur eines Strahlers, desto kürzer ist die mittlere Wellenlänge der von ihm emittierten Strahlung.

### Mechanismus des Treibhauseffekts

Sonnenlicht (gelbe Pfeile) trifft auf die Erdoberfläche, die dadurch erwärmt wird. Die Wärme wird in Form von Wärmestrahlung wieder zurückgestrahlt (orange Pfeile). Ein Teil dieser Strahlung wird von Molekülen der Treibhausgase aufgehalten (Wasserdampf, Kohlendioxid und Methan) und in eine zufällige Richtung wieder abgestrahlt, teilweise auch zurück zur Erde, was diese nochmal zusätzlich erwärmt.

Im Spektralbereich des sichtbaren Sonnenlichts absorbiert die Lufthülle der Erde nur wenig Strahlung – man spricht von hoher Transparenz. Die Strahlung kann also fast ungehindert in das Treibhaus eindringen. Nur der Infrarotanteil kann Teile der Atmosphäre direkt erwärmen. Die Materie innerhalb des Treibhauses, also im Wesentlichen die Erdoberfläche, absorbiert einen Großteil des Lichts und erwärmt sich dadurch. Die Wärme wird von dort direkt oder durch die erwärmte Luft indirekt wieder nach oben elektromagnetisch abgestrahlt.
Nachdem die vom Erdboden zurück gestrahlte Energie zum größten Teil nur noch aus Infrarotstrahlung besteht, macht sich der Treibhauseffekt bemerkbar: Für die Infrarotstrahlung ist die Atmosphäre weniger durchlässig, wenn Treibhausgase vorhanden sind. Diese Moleküle haben die besondere Eigenschaft, aufgrund einer Asymmetrie oder Polarisierbarkeit der elektrischen Ladungsverteilung sehr effizient im elektromagnetischen Wechselfeld der Wärmestrahlung in Rotation oder in Vibration versetzt zu werden und dadurch Energie aufzunehmen. In diesem Zustand schwingen negative und positive Ladungen gegeneinander bzw. rotieren umeinander. Dabei kann das Molekül, ähnlich wie eine Antenne, die Energie auf die gleiche Weise wieder in eine zufällige Richtung als Infrarotstrahlung abstrahlen. Der Anteil, der in Richtung Erde emittiert wird, bewirkt auf der Oberfläche zunächst einen Überschuss an empfangener Wärmeleistung. Dadurch steigt die Temperatur, was zu einer Erhöhung der abgegebenen Infrarotstrahlung führt. Von dieser Strahlung wird wiederum ein kleiner Teil am Treibhausgas rückgestreut und erwärmt die Oberfläche erneut usw. Der Temperaturanstieg endet schließlich, nachdem sich ein Gleichgewicht einstellt hat, bei dem die eingestrahlte Leistung genau mit der abgegebenen Wärme kompensiert wird. Die Gleichgewichtstemperatur liegt entsprechend höher, je mehr Treibhausgase vorhanden sind. Der Anteil der rückgestreuten Gegenstrahlung liegt derzeit bei etwa 84 % der infraroten Strahlungsleistung, die die Erdoberfläche im Mittel emittiert.

## Treibhausgase

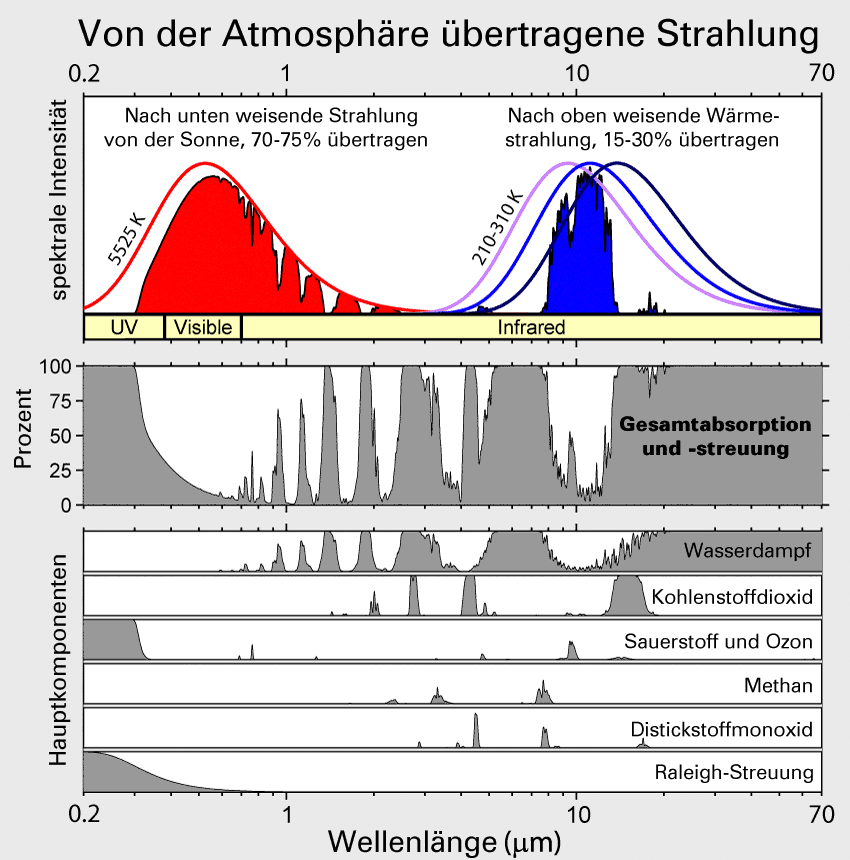
70 bis 75 % der von der Sonne emittierten kurzwelligen Strahlung (rot) gelangen durch die Atmosphäre auf die Erdoberfläche, die sich dadurch erwärmt und langwellige Infrarotstrahlung aussendet (blau), deren Abstrahlung ins All von Treibhausgasen behindert wird. Eingezeichnet sind drei Strahlungskurven der Infrarotstrahlung von Körpern zwischen −63 °C und +37 °C (violett, blau, schwarz). Die Grafiken darunter zeigen, welche Treibhausgase welche Teile des Spektrums absorbieren.

Durchlässigkeit der Atmosphäre für elektromagnetische Strahlung unterschiedlicher Wellenlängen. Der gelbe Bereich heißt atmosphärisches Fenster; dort ist die Atmosphäre durchlässig für elektromagnetische Wellen des Infrarot-Bereiches.

In der Erdatmosphäre bewirken Treibhausgase wie Wasserdampf, Kohlenstoffdioxid, Methan und Ozon seit Bestehen der Erde einen Treibhauseffekt, der entscheidenden Einfluss auf die Klimageschichte der Vergangenheit und das heutige Klima hat. Die Treibhausgase sind durchgängig für den kurzwelligen Anteil der Sonnenstrahlung, langwellige Wärmestrahlung wird hingegen je nach Treibhausgas in unterschiedlichen Wellenlängen absorbiert und emittiert.
Moleküle eines Treibhausgases zeichnen sich physikalisch durch eine bestimmte Asymmetrie oder Polarisierbarkeit der Ladungsverteilung aus. Liegt der Schwerpunkt der positiven Ladungen von dem der negativen Ladungen etwas entfernt, dann hat das Molekül ein sogenanntes Dipolmoment. Ein äußeres elektrisches Feld kann dann an unterschiedlichen Stellen Kräfte in unterschiedliche Richtungen bewirken. Das versetzt ein solches Molekül entweder in Rotation oder, wenn sich die Ladungsschwerpunkte gegeneinander bewegen lassen, wird es elastisch verformt und so zum Schwingen bzw. Vibrieren angeregt. Die Amplitude dieser Schwingung ist besonders stark, wenn die Eigenschwingung des Moleküls mit der äußeren Anregungsfrequenz des Wechselfeldes in Resonanz ist. Die aufgenommene Rotations- oder Vibrationsenergie kann das Molekül entweder über Stöße mit anderen Molekülen austauschen oder durch die Antennenwirkung des schwingenden Dipolmoments wieder elektromagnetisch abstrahlen. Die Abstrahlung erfolgt dabei in eine zufällige Richtung und zum Teil zurück zur Erde. Kleine symmetrische Moleküle wie O2 und N2 besitzen kein solches Dipolmoment und sind für die Wärmestrahlung nahezu vollständig transparent.
In der Zusammensetzung der Erdatmosphäre wird der größte Teil des Treibhauseffekts je nach Bewölkungsgrad mit einem Anteil von 39–72 % durch Wasserdampf (H2O) verursacht, während Kohlenstoffdioxid (CO2) mit etwa 19–24 % beiträgt und alle weiteren Gase mit 7–9 %. Bei Bewölkung kann den Wolken ein Effekt von etwa 25 % zugeordnet werden. Jedes der Bestandteile wirkt dabei mit einem anderen Absorptionsspektrum auf die Strahlung. Bei Frequenzen, wo sich mehrere Absorptionsbeiträge überlappen und verschiedene Gase eine Wirkung zeigen, kann der Anteil am Treibhauseffekt nicht eindeutig einem individuellen Gas zugeschrieben werden, wenn eine gewisse Sättigung der kombinierten Filterwirkung erreicht ist. Die Wirkung der einzelnen Komponenten kann auch damit charakterisiert werden, indem die Restwirkung der Atmosphäre ohne die entsprechende Komponente betrachtet wird, wie in folgender Tabelle aufgelistet ist:
| Zusammensetzung der infrarotaktiven Anteile der Atmosphäre | Verbleibender Treibhauseffekt |
| ---------------------------------------------------------- | ----------------------------- |
| Aktuelle Zusammensetzung                                   | 100,0 %                       |
| ohne CO2                                                   | 086,0 %                       |
| ohne H2O (Wasserdampf)                                     | 061,0 %                       |
| ohne Wolken                                                | 085,5 %                       |
| ohne H2O + Wolken                                          | 033,1 %                       |
| ohne CO2 + H2O + Wolken                                    | 09,2 %                        |
| nur mit CO2 + H2O + Wolken                                 | 090,8 %                       |
| ohne N2O (Lachgas)                                         | 099,0 %                       |
| ohne O3 (Ozon)                                             | 097,3 %                       |
| ohne CH4 (Methan)                                          | 099,3 %                       |
| ohne alle Treibhausgase + Wolken                           | 00,0 %                        |
| Quelle: Gavin A. Schmidt et al (2010)                      |                               |

Die Klimawirkung von Ozon unterscheidet sich stark zwischen stratosphärischem Ozon und troposphärischem Ozon. Stratosphärisches Ozon absorbiert den kurzwelligen UV-Anteil im einfallenden Sonnenlicht und hat so einen kühlenden Effekt (bezogen auf die Erdoberfläche). Troposphärisches Ozon entsteht aus den Produkten anthropogener Verbrennungsprozesse und hat, ähnlich wie andere Treibhausgase, aufgrund seiner IR-Absorption einen erwärmenden Effekt.
Bei der großen Masse der Erde spielt die Wärmespeicherung eine erhebliche Rolle, was daran zu erkennen ist, dass auf der Erde die wärmste Zeit im Sommer erst nach dem Sonnenhöchststand (der „Sonnenwende“) eintritt. Der Sonnenhöchststand ist auf der Nordhalbkugel am 21. Juni, auf der Südhalbkugel am 21. Dezember. Wegen dieser großen Speicherwirkung wird bei den Energiebilanzen in der Atmosphäre immer mit dem Mittelwert über die ganze Erdoberfläche gerechnet.

## Energiebilanz

### Solare Strahlungsenergie
Angetrieben werden die Wärmevorgänge an der Erdoberfläche und in der Atmosphäre von der Sonne. Die Stärke der Solarstrahlung in der Erdbahn wird als Solarkonstante bezeichnet und als Leistung pro Fläche angegeben mit einem Wert von E0 = 1367 W/m². Der Wert ist konstant über die gesamte Fläche, nicht jedoch über die Zeit. Je nach Entfernung der Erdbahn und Sonnenaktivität schwankt er zwischen 1325 W/m² und 1420 W/m².

### Planetare Absorption der Strahlungsenergie
Die eingestrahlte Leistungsdichte {\displaystyle E_{0}} (die Strahlungsintensität) wird nur zu einem Anteil von {\displaystyle E_{0}\cdot (1-a)} von der Oberfläche des Planeten absorbiert und in Wärme umgewandelt, wobei {\displaystyle a} der Bruchteil der reflektierten Leistung ist (Albedo). Die Absorption erfolgt auf einer kreisförmigen Fläche des projizierten Querschnitts {\displaystyle A_{\text{abs}}=\pi R^{2}} (abs = absorbierende Fläche, {\displaystyle R=} Erdradius). Die wirksame insgesamt auf der Erde absorbierte Strahlung ist daher
{\displaystyle P_{\text{Absorption}}=A_{\text{abs}}\cdot E_{0}\cdot (1-a)}.

### Planetare Emission der Strahlungsenergie
Die Strahlungsemission der Erde folgt aus dem Stefan-Boltzmann-Gesetz, das die Wärmeabstrahlung in Abhängigkeit der Temperatur beschreibt:
{\displaystyle P=A\sigma T^{4}}.
Dabei ist {\displaystyle P} die abgestrahlte Leistung, {\displaystyle A} die emittierende Fläche, {\displaystyle \sigma } die Stefan-Boltzmann-Konstante und {\displaystyle T} die absolute Temperatur in Kelvin. Bei schnell rotierenden Planeten mit Atmosphäre wie der Erde durchmischen sich die Temperaturen der Tag- und Nachtzyklen und die empfangene Wärme verteilt sich näherungsweise über die gesamte Oberfläche des Planeten. Die Abstrahlung der Leistung erfolgt daher auf der Kugeloberfläche {\displaystyle A_{\text{em}}=4\pi R^{2}} (em = emittierende Fläche). Demnach wird insgesamt eine Leistung von
{\displaystyle P_{\text{Emission}}=A_{\text{em}}\sigma T^{4}}
emittiert.

### Planetare Gleichgewichtstemperatur
Um die Gleichgewichtstemperatur der Erde zu berechnen, wird das Strahlungsgleichgewicht bestimmt, bei dem Absorption und Emission gleich sind, also {\displaystyle P_{\mathrm {Absorption} }=P_{\text{Emission}}}. Setzt man die Ausdrücke beider Leistungen in die Gleichung ein, dann folgt:
{\displaystyle A_{\text{abs}}\cdot (1-a)\cdot E_{0}=A_{\text{em}}\sigma T^{4}}
Umgestellt nach {\displaystyle T} ergibt sich die Gleichgewichtstemperatur
{\displaystyle T={\sqrt[{4}]{{\frac {A_{\text{abs}}}{A_{\text{em}}}}{\frac {(1-a)\cdot E_{0}}{\sigma }}}}}.
Das Flächenverhältnis von {\displaystyle A_{\text{abs}}/A_{\text{em}}=1/4}, das der Kreisfläche im Verhältnis zur Kugeloberfläche entspricht, ist nur für schnell rotierende Planeten gültig wie bei der Erde, wo die Wärmekapazität der Atmosphäre, der Ozeane und Landmassen hoch genug ist, um eine signifikante Wärmemenge des Tages auf die Nachtseite zu transportieren. Bei sehr langsam rotierenden Planeten wird das effektive Flächenverhältnis der absorbierenden zur emittierenden Fläche dagegen als etwa 1/2 angenommen, da auf der unbeleuchteten Hälfte der Oberfläche die Wärmekapazität die meiste Zeit als erschöpft angenommen werden kann, so dass effektiv nur die sonnenzugwandte Seite zur Emission beiträgt. Bei Planeten ohne Atmosphäre können die Temperaturen der verschiedenen Breitengrade nicht als homogen angesehen werden, so dass die Gleichung in dieser einfachen Form keine Gültigkeit hat.
Mit den Parametern des Planeten Erde ergibt sich eine mittlere Temperatur von
{\displaystyle T_{\text{Erde}}={\sqrt[{4}]{\frac {0{,}7\cdot 1367\,\mathrm {W} \mathrm {m} ^{2}}{4\sigma }}}=254{,}9\,\mathrm {K} =-18^{\circ }\mathrm {C} }.
Dabei wurde für die Erde eine Solarkonstante von E0 = 1367 W/m² angenommen und eine Albedo von {\displaystyle a=0{,}3}, d. h. 30 % der einfallenden Strahlung wird durch Wolken, Luft und Boden (vor allem Eis und Schnee), wieder in den Weltraum reflektiert – das sind etwa 102 W/m². Die restlichen 70 % werden absorbiert (78 W/m² von der Atmosphäre, 161 W/m² vom Boden) – das sind zusammen 239 W/m². Würde der Erdboden nur von einer Strahlung in Höhe von 239 W/m² bestrahlt, so würde die Erdoberfläche also im Mittel eine Temperatur von etwa −18 °C annehmen, wenn sich die Wärme gleichmäßig über die Erde verteilen würde.

### Beitrag der Atmosphäre
Aber es gibt eine weitere Bestrahlung durch die aufgeheizten Treibhausgase mit 333 W/m², die so genannte atmosphärische Gegenstrahlung. Damit absorbiert die Erdoberfläche insgesamt 161 W/m² + 333 W/m² = 494 W/m² – und die werden bei der tatsächlichen mittleren Erdoberflächentemperatur von +14 °C auf mehreren Wegen abgegeben. Ein Teil davon wird durch Strahlung abgegeben, wiederum dem planckschen Strahlungsgesetz folgend.
Die von der Erdoberfläche abgestrahlte Energie hat eine andere Spektral-(Farb)verteilung als das einfallende Sonnenlicht, das eine Spektralverteilung entsprechend einer Farbtemperatur von etwa 6000 K hat und von den atmosphärischen Gasen kaum absorbiert wird. Die Spektralverteilung der von der Erdoberfläche abgestrahlten Energie wird durch die +14 °C der Erdoberfläche bestimmt, so dass nur etwa 40 W/m² direkt von der Erdoberfläche in den Weltraum gestrahlt werden. Die restlichen 199 W/m² werden teilweise durch Strahlung an die für diesen Wellenlängenanteil undurchsichtige Atmosphäre (verursacht durch die Treibhausgase) durch Emission abgegeben; durch Konvektion werden 17 W/m² in obere Luftschichten verbracht, wo diese Energie dann abgestrahlt wird; durch Evapotranspiration werden 80 W/m² abgegeben. Die Atmosphäre hat zwei Oberflächen: eine zum Weltraum hin und eine zur Erde hin. Die Abstrahlung aus der Atmosphäre ist auf jeder Seite gleich groß, wenn die Temperatur der Erde konstant ist. Eine Energie von 338 W/m² wird also auf jeder Seite der Atmosphäre zur Hälfte – also jeweils 169 W/m² abgestrahlt. Zum Vergleich: Ein schwarzer Körper mit einer Abstrahlung von 150 W/m² hat etwa eine Temperatur von −40 °C. Ist die Abstrahlung in eine Richtung größer als in der anderen, kommt es zur Erwärmung bzw. Abkühlung der Erde. Der Unterschied ist der Strahlungsantrieb. Mit dieser Größe kann einfach die aus der geänderten Bilanz resultierende, neue Gleichgewichtstemperatur der Erde errechnet werden.

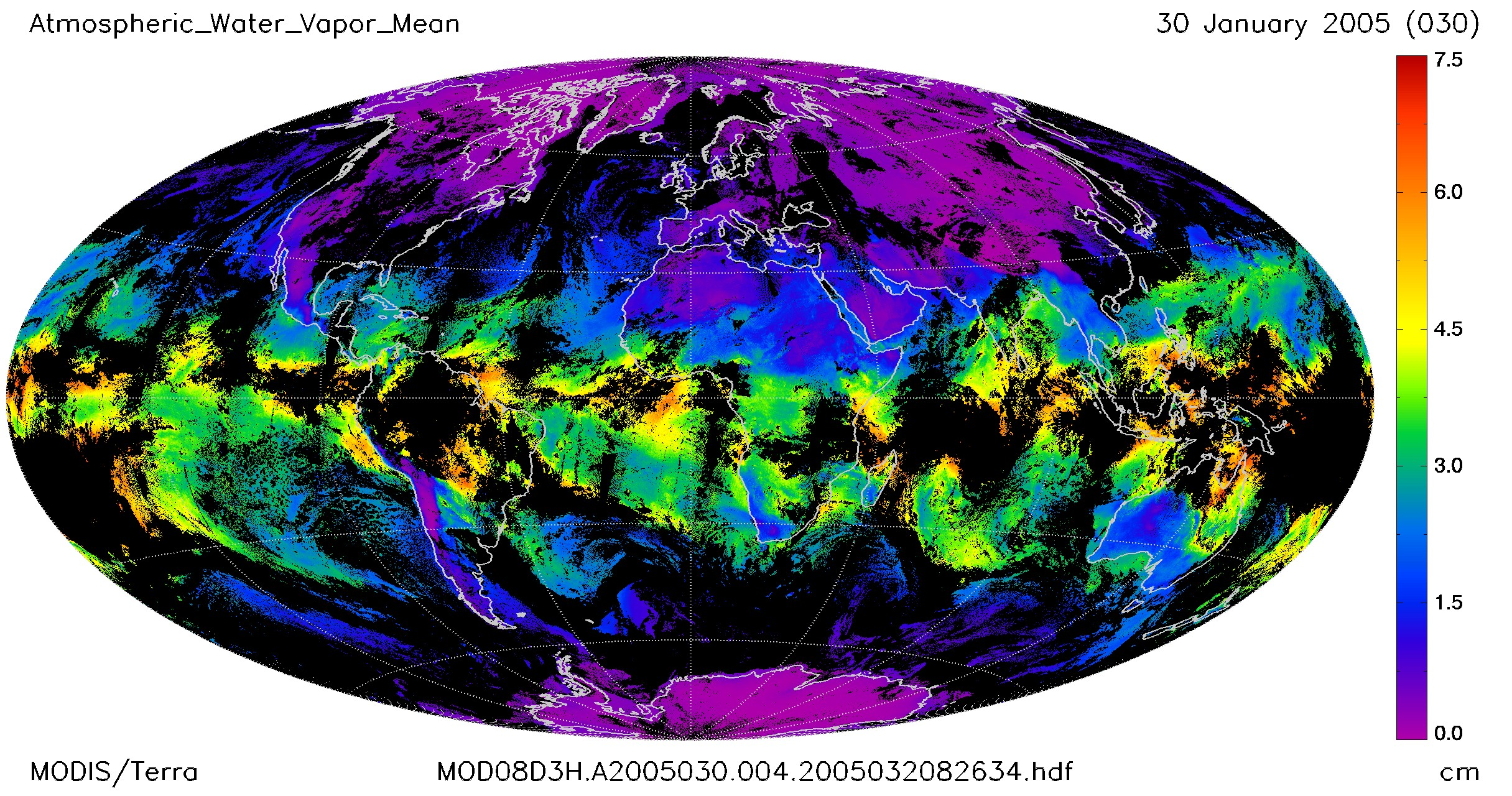
Wasserdampf-Verteilung in der Erdatmosphäre. Angabe der Höhe der Wassersäule bei Kondensation in Zentimeter

Durch die Abstrahlung in den Weltraum von der Atmosphäre mit 169 W/m², die Abstrahlung der Wolken mit 30 W/m², den 40 W/m² von der Erdoberfläche und dem Albedo-Anteil von 102 W/m² ist das etwa gleich der mittleren Einstrahlung von 342 W/m², d. h., Einstrahlung ist etwa gleich Ausstrahlung. Das zeigt sich auch in der Tatsache, dass sich die Temperatur der Erde nur langsam ändert – woraus zwingend folgt, dass die Erde die absorbierte Sonnenenergie wieder abgibt – aber wegen der niedrigen Erdtemperatur wird die Energie hauptsächlich als langwellige Infrarotstrahlung emittiert (wiensches Verschiebungsgesetz).
Der Wärmestrom aus dem Erdmantel spielt praktisch keine Rolle. Er beträgt etwa 0,06 W/m².
Der Wärmestrom (Leistung) aus vom Menschen verfeuerten Brennstoffen ist noch geringer und liegt bei 0,026 Watt pro Quadratmeter. Er errechnet sich aus dem Weltenergieverbrauch (im Jahr 2004) in Höhe von 432 Exajoule und der Größe der Erdoberfläche von rund 510 Millionen km².
Zusammengefasst ergibt sich für diesen natürlichen Treibhauseffekt: Die Rückstrahlung aus der Atmosphäre zur Erde führt zur zusätzlichen Erwärmung der Erdoberfläche. Dies erklärt die durchschnittlich gemessene globale Temperatur von 14 °C statt der theoretisch berechneten Gleichgewichtstemperatur ohne Atmosphäre von −18 °C.
Wichtig ist auch die Höhenverteilung, von wo die Wärmestrahlung die Erdoberfläche erreicht. Für den Treibhauseffekt direkt bedeutsam ist nur der Anteil der Abstrahlung aus niedrigen Höhen, weil nur diese Abstrahlung den Erdboden erreicht, ohne vorher von den Treibhausgasen wieder absorbiert zu werden (siehe nächster Absatz). Dabei ist das „niedrig“ sehr wellenlängenabhängig, denn die Länge, nach der die Strahlung wieder absorbiert wird (Absorptionslänge) ist wellenlängen- und konzentrationsabhängig. Ist die Absorptionslänge größer als die Atmosphärendicke, so ist die Atmosphäre bei diesen Wellenlängen fast durchsichtig. Da die Stärke einer Strahlung von der Temperatur der Quelle abhängig ist, steigt die Strahlstärke, wenn die Absorptionslänge kürzer wird: wegen der Temperaturabnahme mit der Höhe steigt die mittlere Temperatur über der kürzeren Absorptionslänge. Damit kann die atmosphärische Gegenstrahlung in einem Wellenlängenbereich bei zunehmenden Treibhausgasmengen auch dann noch stärker werden, wenn die Atmosphäre in diesem Wellenlängenbereich bereits so gut wie undurchsichtig ist.
Der Temperaturverlauf bis zu einer Höhe von ca. 11 km ist dabei praktisch nur adiabatisch bedingt, die durch die Abstrahlung der Treibhausgase verlorengehende Energie wird durch Konvektion und Strahlungsabsorption ersetzt. Dabei kommt die absorbierte Strahlung von verschiedenen Quellen:
- Solarstrahlung (sehr geringer Anteil)
- Abstrahlung von der Erdoberfläche
- Abstrahlung aus tieferliegenden Schichten
- Abstrahlung aus höherliegenden Schichten

Der Anteil an dem Aussenden von langwelliger Wärmestrahlung durch Treibhausgase wie
- Kohlenstoffdioxid (CO2),
- Methan (CH4),
- Lachgas (N2O)

und anderen Gasen wird trockener Treibhauseffekt genannt. Die Einbeziehung von Wasserdampf führt zum feuchten Treibhauseffekt. Etwa 62 % des Treibhauseffekts werden durch Wasserdampf verursacht, etwa 22 % durch Kohlenstoffdioxid.
Bei der vollständigen Verbrennung von (anthropogenen) Kohlenwasserstoffen der Summenformel CxHy entstehen x Moleküle CO2 und y/2 Moleküle H2O, wobei beiderlei Moleküle zum globalen Treibhauseffekt beitragen.

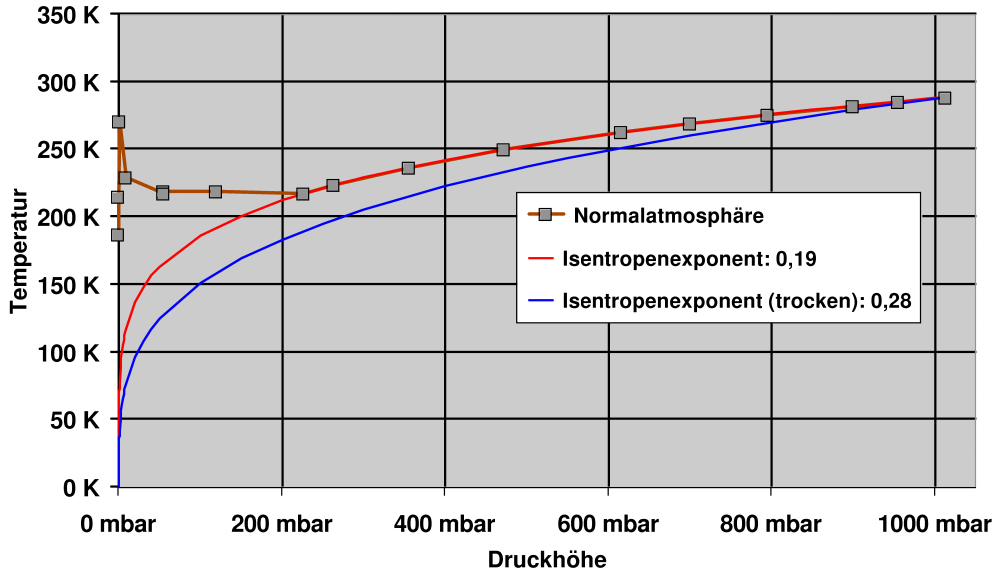
Temperaturverlauf der Atmosphäre als Funktion der Druckhöhe (1,013 bar in Meereshöhe) – die Tropopause wird am besten mit einem Isentropenexponenten von 0,19 angenähert.

Interessant ist der Temperaturverlauf als Funktion der Druckhöhe. Nach oben nimmt der Druck mit der darüber liegenden Gasmasse ab. In der Troposphäre wird der Temperaturverlauf am besten durch eine Adiabate mit dem Exponenten 0,19 beschrieben. Oberhalb der Troposphäre ist die Schichtung stabil, denn der Strahlungstransport ist dort effizient genug, um auch bei einem geringeren als dem adiabaten Temperaturgradienten den gesamten Wärmestrom zu übernehmen. Die Temperaturspitze in der Stratosphäre wird durch die UV-Absorption durch Ozon verursacht.
Die Bedeutung der Adiabaten für den Treibhauseffekt kann man an den extrem unterschiedlichen Oberflächentemperaturen der Planeten Venus, Erde und Mars erkennen, die nicht nur von der Entfernung zur Sonne und der Albedo abhängen, sondern vor allem vom Gasdruck am Boden.

## Anthropogener Treibhauseffekt

Anstieg der CO_{2}-Konzentration und globale Erwärmung

CO_{2}-Konzentration der Atmosphäre: Dargestellt sind die letzten 100 Mio. Jahre und eine Bandbreite simulierter Entwicklungen der nächsten 300 Jahre, basierend auf verschiedenen Szenarien des menschlichen Einflusses, sowie eine theoretisch denkbare Obergrenze.

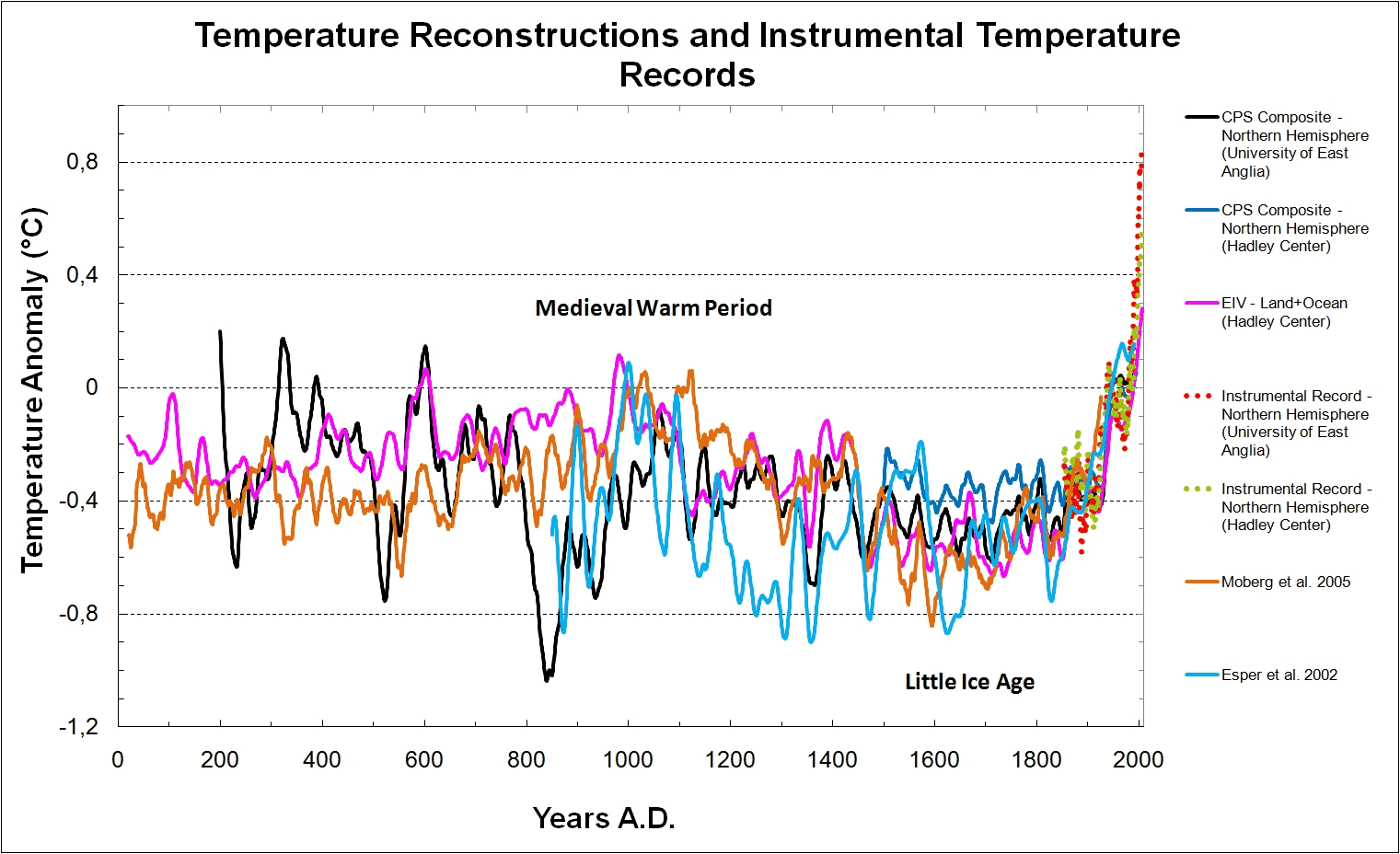
Temperaturrekonstruktionen sowie instrumentell gemessene Temperaturen für die letzten 2000 Jahre.

Als anthropogener Treibhauseffekt wird die Verstärkung des natürlichen Treibhauseffekts durch menschliche Aktivitäten bezeichnet. Dieser resultiert vor allem aus der Freisetzung verschiedener Treibhausgase wie Kohlenstoffdioxid (CO2), Methan (CH4), Lachgas (N2O) und troposphärischem Ozon (O3). Seine Folge ist die Globale Erwärmung, d. h. ein Anstieg der globalen Durchschnittstemperatur der Erde im Vergleich zu vorindustriellen Zeiten. Er ist besonders stark mit ca. 0,2 Grad Celsius pro Dekade in den letzten 50 Jahren zu beobachten gewesen. Dieser Effekt ist nicht nur theoretisch verstanden, sondern kann z. B. mit Satelliten gemessen werden, die die Energieeinstrahlung auf die Erde und die Energieabstrahlung der Erde aufzeichnen. Dabei zeigen Satellitendaten, dass die Wärmeabstrahlung von der Erdoberfläche in das Weltall mit steigender Konzentration von Treibhausgasen zurückgeht, so wie es bei einer erhöhten Treibhausgas-Konzentration erwartet wird. Der Rückgang findet dabei im Wellenlängenbereich von Treibhausgasen wie Kohlenstoffdioxid, Methan und Ozon statt, deren atmosphärischer Anteil durch anthropogene Emissionen zunimmt. Anhand der spektralen Signatur der Strahlung können Satelliten zwischen der gesamten Energie-Abstrahlung der Erde und der spezifischen Abstrahlung der Erdoberfläche unterscheiden.

### Geschwindigkeit
Im Gegensatz zu den auf geologischen Zeitskalen stattfindenden natürlichen Klimaveränderungen läuft der anthropogene Klimawandel in extrem kurzer Zeit ab. Neueren Studien zufolge vollzieht sich die gegenwärtig zu beobachtende Freisetzung von Kohlendioxid rascher als in allen bekannten Erwärmungsphasen der letzten 66 Millionen Jahre. Das Gleiche gilt für die gegenwärtig beobachtete Rate der Temperaturveränderung. Die globale Erwärmung von der letzten Eiszeit zur heutigen Warmzeit war eine Erwärmung um etwa ein Grad pro 1000 Jahre. Die Erhöhung der Treibhausgaskonzentration seit der Industrialisierung führte zu einem Anstieg der globalen Durchschnittstemperatur um ca. 1,1 Grad (Referenzzeitraum 1850–1900).:A.1.2 Die bei einem „business as usual“-Szenario (repräsentativer Konzentrationspfad RCP 8.5) wahrscheinlichste zukünftige Temperaturerhöhung von ca. 5 °C bis 2100 würde sogar mit einer Geschwindigkeit von 5 °C/100 Jahre ablaufen. Das RCP 8.5-Szenario rechnet dabei mit einer unveränderten Klimapolitik und einer konstant bleibenden wirtschaftlichen Attraktivität für die Förderung der immer seltener werdenden fossilen Energieträger.

### Mechanismus
Netto-Wärmeabstrahlung von der Erde ins All erfolgt nur zu einem kleineren Teil aus bodennahen Atmosphärenschichten, denn in unteren Luftschichten wird Infrarotstrahlung meist von darüber liegenden Luftschichten wieder absorbiert. Sie erfolgt auch nicht in einem eng umgrenzten Gebiet, sondern in einem Bereich, der von bodennahen Gebieten bis in eine Höhe von ca. 15 km reicht und im Mittel aus einer Höhe von 5,5 km. Die Strahlungsgleichgewichtstemperatur der Erdoberfläche läge ohne Atmosphäre bei −18 °C. Aus Gründen der Thermodynamik sinkt die Temperatur in der Atmosphäre um 6,5 K/km, wenn man sich nach oben bewegt. Eine Vergrößerung der Treibhausgaskonzentration bewirkt, dass die Schicht, in der die −18 °C Strahlungsgleichgewichtstemperatur herrscht, nach oben wandert. Pro Kilometer Anstieg der Schicht, in der Strahlungsgleichgewicht herrscht, erhöht sich die Temperatur an der Erdoberfläche ebenfalls um 6,5 °C. Bereits 1901 postulierte Nils Ekholm den Anstieg der Tropopause: „Strahlung von der Erde ins All geht nicht direkt vom Boden dorthin, sondern von einer Schicht, die sich in beträchtlicher Höhe über dem Boden befindet. Diese Schicht liegt umso höher, je stärker die Kraft ist, mit der Luft die vom Boden emittierte Strahlung absorbieren kann. Mit steigender Höhe sinkt jedoch die Temperatur dieser Schicht. Da kältere Luft weniger Wärme abstrahlen kann, erwärmt sich der Boden umso mehr, je höher sich diese abstrahlende Schicht befindet.“ Der britische Meteorologe Ernest Gold publizierte im Jahr 1908, dass zu erwarten sei, dass die Tropopause mit wachsender CO2-Konzentration durch den dadurch verstärkten Treibhauseffekt höher steigt. Dies konnte Anfang des 21. Jahrhunderts messtechnisch bestätigt werden. Entgegen mancher Darstellung in den Medien lässt sich der Treibhauseffekt nicht sättigen, weil die Wärmestrahlung beliebig oft absorbiert und re-emittiert werden kann; jede zusätzliche Absorption erhöht den Wärmedurchgangswiderstand. Wie bereits beschrieben, erfolgt die Abstrahlung zu großen Teilen nicht bodennah, sondern in mehreren tausend Metern Höhe. Dort ist es erheblich kälter als in Bodennähe. Der Wasserdampfgehalt von Luft ist stark temperaturabhängig, so dass kalte Luft erheblich weniger von diesem Treibhausgas enthalten kann als warme Luft. Eine Erhöhung der Konzentration von Kohlenstoffdioxid wirkt sich stärker aus, als es Messungen auf Meereshöhe vermuten lassen, denn dort, wo die Energieabstrahlung der Erde ins All hauptsächlich stattfindet, befindet sich kaum Wasserdampf. Die Wirkung des Treibhauseffektes durch Änderung der Konzentration von Kohlenstoffdioxid würde daher selbst dann zunehmen, wenn auf Meereshöhe keinerlei Absorptionsänderung messbar wäre.
Die Beziehung zwischen der CO2-Konzentration und dem instantanen Strahlungsantrieb verläuft logarithmisch. In dem für die aktuelle Klimaentwicklung relevanten Bereich von 280 ppm bis 560 ppm, d. h. dem vorindustriellen Gehalt bis zur Verdopplung, weist die logarithmische Kurve nur eine sehr schwache Krümmung auf, die durch das derzeitige exponentielle Wachstum sogar überkompensiert wird zu einem beschleunigten Effekt. Die Klimasensitivität im Gleichgewichtszustand, d. h. die sich ergebende globale Temperaturänderung bei Verdoppelung der Konzentration des atmosphärischen CO2-Gehalts, beträgt gemäß Weltklimarat 3 °C, mit einem Konfidenzintervall von 2,5 °C bis 4 °C.:A.4.4

## Kritik und Missverständnisse

### Verdünnung der Treibhausgase
Manche Laien schließen aus der sehr niedrigen Konzentration des CO2 in der Atmosphäre (0,04 %) irrtümlich auf eine schwache Wirkung. Dabei ist vielmehr die Gesamtmenge der in der Atmosphäre vorhandenen CO2-Moleküle für die Rückstreuung entscheidend, während neutrale Gase von der Strahlung nahezu ungehindert wie Vakuum durchdrungen werden. Ohne die anderen Gase entspräche das reine CO2 der Atmosphäre unter Normaldruck einer 3,3 Meter dicken Schicht. Vor Beginn der Industrialisierung entsprach sie noch 2,2 Meter. An diesem Hindernis muss die Wärmestrahlung vorbei. Dabei spielt die Verdünnung mit neutralen Gasen keine Rolle für den CO2-Wirkungsquerschnitt. In manchen Spektralbereichen ist das CO2 der Atmosphäre sogar vollständig undurchsichtig.

### Sättigung der CO2-Wirkung
Umgekehrt argumentieren manche Skeptiker des anthropogenen Treibhauseffekts, dass die Wirkung von CO2 bereits in Sättigung sei, da die Absorption der Strahlung durch CO2 in Teilen des Spektrums schon bei 100 % liegt. Dadurch könne zusätzliches CO2 die Wirkung angeblich nicht weiter steigern. 100 % Absorption bedeutet jedoch nur, dass die Strahlung auf dem Weg ins All zu 100 % mindestens einmal gestreut wird, das heißt die Energie wird absorbiert und in eine neue Richtung wieder abgestrahlt. Bei noch höheren CO2-Konzentrationen muss die Strahlungsenergie entsprechend mehrere Streuvorgänge durchlaufen, von denen jeder einzelne zusätzlich zum Treibhauseffekt beitragen kann. Daher tritt keine Sättigung der Treibhauswirkung ein. Außerdem bewirken die verbleibenden nicht-gesättigten Spektralbereiche einen besonders raschen Anstieg des Effekts. Erst bei sehr viel höheren Konzentrationen verlangsamt sich der Anstieg allmählich, ohne jedoch ein Maximum zu erreichen.

### Zweiter Hauptsatz
Einige Skeptiker des Treibhauseffekts argumentieren, dass Treibhausgase, die in Richtung der Erdoberfläche Wärme abstrahlen (169 W/m²), Energie von einem kühleren Körper (etwa −40 °C) zu einem wärmeren Körper (Erdoberfläche etwa +14 °C) leiten würden, was angeblich dem II. Hauptsatz der Thermodynamik widerspräche. Tatsächlich fließt aber insgesamt mehr Energie von der erwärmten Erdoberfläche zum kühleren Treibhausgas. Der thermische Strahlungsaustausch mittels Infrarot-Photonen erfolgt jedoch grundsätzlich in beide Richtungen. Das wird aus der physikalischen Deutung der Temperatur ersichtlich, die in einem System beschreibt, welche Energie seine Freiheitsgrade im Mittel aufnehmen. Diese sind beim Molekül die Vibrations- und Rotationsanregungen sowie die Geschwindigkeitskomponenten. Die Energie ist jedoch selbst bei einer ausgeglichenen Temperatur mikroskopisch gesehen nicht gleichverteilt, sondern überlagert sich ständig zu zufälligen Fluktuationen gemäß der Boltzmann-Statistik. Wendet man den Temperaturbegriff auf einzelne Moleküle an, so findet man eine ganz bestimmte Menge Moleküle, die selbst im kalten Treibhausgas wärmer gegenüber der Erdoberfläche sind und ihre Energie dorthin abstrahlen können. Im ständigen Wechselspiel der thermischen Fluktuationen geben auch kältere Moleküle Energie an wärmere Materie weiter. Dabei kommt entgegen dem Temperaturgradienten ein Energiestrom von 169 W/m² von der Atmosphäre zur Erdoberfläche zustande. Der II. Hauptsatz der Thermodynamik verlangt dabei lediglich, dass der umgekehrte Fall überwiegen muss, so dass insgesamt mehr Energie von der warmen Erdoberfläche zu den kälteren Treibhausgasen transportiert wird. Gegenüber dem vollen Temperaturgefälle zum −270 °C kalten Weltall ist durch die Gegenstrahlung der Treibhausgase die effektive Kühlleistung deutlich reduziert, so dass sich im Gleichgewicht eine erhöhte Temperatur im Treibhaus Erde einstellt.

### Geringe globale Erwärmung
Die in der Öffentlichkeit diskutierte globale Klimaerwärmung von 1,5 °C oder 2 °C wirkt scheinbar harmlos gegenüber Wetterschwankungen. Entscheidend ist hier jedoch, ob sich negative und positive Schwankungen präzise die Waage halten. Bei einem andauernden positiven Ungleichgewicht werden große Mengen zusätzlicher Wärmeenergie dauerhaft in der Atmosphäre, in Ozeanen und bisher vereisten Regionen angesammelt, was folgenreiche Veränderungen mit sich bringt. Veranschaulicht werden kann das damit, dass bei einem globalen Temperaturunterschied von Minus 5 Grad Celsius die Stadt New York unter Eis begraben wäre und bei Plus 5 Grad unter Wasser läge, obwohl das einem Unterschied von gerade mal 2 % auf der absoluten Temperaturskala entspräche. Die erwartete mittlere globale Erwärmung ist dabei auch nicht gleichmäßig verteilt, sondern konzentriert sich zunächst auf Landmassen (in Europa etwa um den Faktor 2) und hohe Breitengrade und dort auch auf kalte Nächte (z. B. 6 °C bis 10 °C mittlerer Anstieg bei global nur 1,5 °C). Der abgemilderte Temperaturunterschied zwischen hohen und mittleren Breitengraden kann dabei die Antriebskraft bzw. die Stabilisierung der globalen Luftzirkulationen schwächen. Dadurch können Hoch- und Tiefdruckgebiete in Zukunft häufiger und länger an einem Ort verharren, was mehr extreme Wettersituationen und damit verbundene Naturkatastrophen verursacht. Außerdem wird die tropische Luftfeuchte weniger gut in höhere Breiten transportiert, wodurch sich die Wüstenzonen weiter ausdehnen können, etwa die Sahara in Richtung der Mittelmeerregion. → Siehe auch: Folgen der globalen Erwärmung.

## Treibhaus und Treibhauseffekt

### Prinzip der Erwärmung

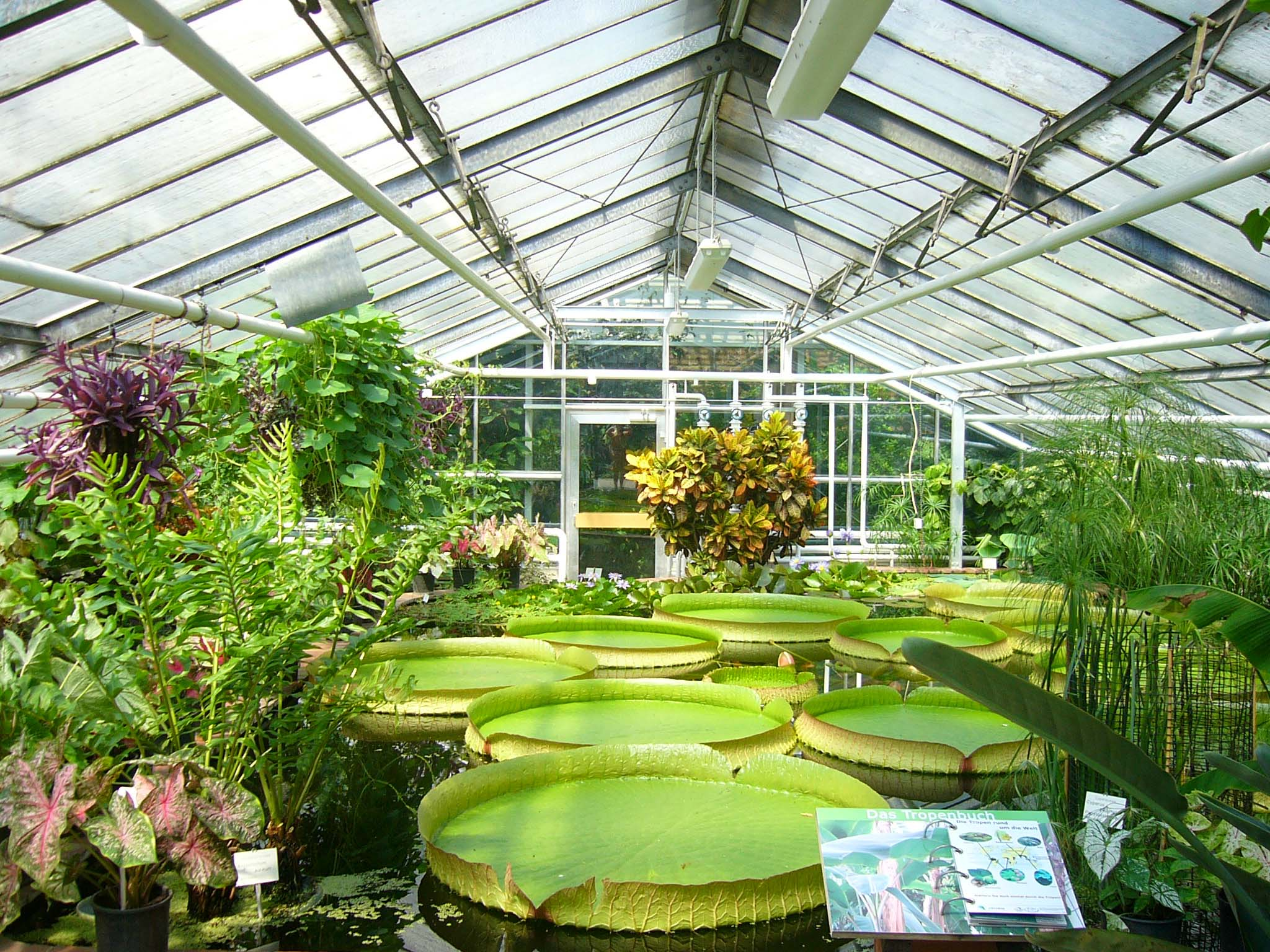
Im Treibhaus können in gemäßigten Breiten tropische Pflanzen gedeihen.

Ein Gewächshaus bzw. Treibhaus aus Glas erwärmt sich ähnlich wie ein Planet mit Atmosphäre durch eindringende Sonnenstrahlung, die auf Materie im Inneren trifft und in Wärme umgewandelt wird. Die umgesetzte Wärme verteilt sich in beiden Systemen durch Infrarotstrahlung und durch Konvektion der erwärmten Luft. Beim Planet wird sie zusätzlich von verdunstendem Wasser als latente Wärme aufgenommen und an anderer Stelle bei der Kondensation zu Wolken oder Regentropfen wieder abgegeben.
Die Systemgrenze, innerhalb der sich die Wärme verteilen kann, ist beim Gewächshaus durch ein Glasdach festgelegt, welches aufsteigende Warmluft im Inneren gefangen hält. Beim Planet stellt das Gravitationsfeld für die Atmosphäre eine ähnliche Grenze zum äußeren Weltall dar, die nicht von Luftströmungen überwunden werden kann. Diese Strömungsbarriere allein führt jedoch beim Planet zu keinem Treibhauseffekt, solange keine Treibhausgase in der Atmosphäre enthalten sind, da ein Planet mit einer infrarot-inaktiven Atmosphäre die gleiche Oberflächentemperatur hätte wie ganz ohne Atmosphäre. Der Begriff Treibhauseffekt bezieht sich daher beim Planet nur auf die zusätzliche Erwärmung aufgrund von Treibhausgasen. Die Konvektion spielt dabei noch eine weitere Rolle, da aufsteigende Thermik an einem Teil der in der Luft vorhandenen Treibhausgase vorbei strömen und Wärme in höhere Luftschichten mitnehmen kann, von wo die Strahlungsbarriere ins Weltall kleiner ist.

### Wärmeverlust und Regulierung
Der wesentliche Unterschied zwischen den beiden Systemen zeigt sich beim Wärmeverlust, der für die Regulierung und Begrenzung der Temperatur entscheidend ist. Im Glashaus sorgen Wärmestrahlung, Wärmekonvektion und Wärmediffusion nach einer gewissen Zeit auch für eine Erwärmung der Glaswände. Diese leiten die innen erzeugte Wärme an die äußere Umgebungsluft weiter. Dabei bewirken die Reflektivität und die reduzierte Wärmeleitfähigkeit durch Glas oder Folie einen Wärmewiderstand, durch den sich ein Temperaturgefälle nach außen aufbauen kann. Die innere Temperatur und das Gefälle wachsen dabei so weit an, bis sich ein Gleichgewicht einstellt, bei dem genauso viel Wärme durch die Wand diffundiert, wie im Inneren durch das Sonnenlicht permanent neu hinzukommt.
Ganz anders sieht es beim atmosphärischen Treibhauseffekt aus. Durch das Vakuum des Weltalls ist die Atmosphäre gegen Diffusion vollständig isoliert wie bei einer Thermoskanne. Die Temperatur reguliert sich dort ausschließlich über den Wärmeverlust durch abgegebene Wärmestrahlung. Treibhausgase behindern diese Abstrahlung und sorgen so für ein höheres Temperaturgleichgewicht.
Im Glashaus wird der Wärmeverlust durch Wärmestrahlung weitgehend unterbunden wenn normales Fensterglas verwendet wird, das im mittleren und fernen Infrarotbereich größtenteils undurchlässig ist. Bei anderen Materialien, wie beispielsweise Polyethylen, kann Wärmestrahlung auch direkt nach außen gelangen.

### Vergleich der Wirkung
Die Wand eines Gewächshauses hat eine etwa ähnliche Wirkung und Effektivität wie beispielsweise das Treibhausgas CO2. Einzeln betrachtet hat die aktuelle Menge an CO2 der Atmosphäre ein Potenzial zur Erwärmung der Erde um etwa +8 °C, während es in kondensierter Form eine 4 mm dicke Schicht aus Trockeneis um den ganzen Globus ergäbe. In etwa dieser Größenordnung der Wirkung und Wandstärke liegt auch ein einfaches Gewächshaus aus Polycarbonat oder Acrylglas.

### Kühlendes Treibhaus
Es gibt auch eine Art umgekehrtes Treibhaus, das zur passiven Kühlung genutzt werden kann. Zur Demonstration haben Forscher ein geschlossenes System mit einem speziell beschaffenen Fenster hergestellt. Dieses ist vor direkter Sonnenstrahlung geschützt und undurchlässig für den Großteil des Spektrums, während es in einem speziellen Infrarot-Wellenlängenbereich (8–13 μm) für Strahlung transparent ist. Dieser Bereich ist auf eine Lücke im Absorptionsspektrum der Atmosphäre abgestimmt, wodurch Materie im Inneren ihre Wärme direkt ins Weltall abstrahlen kann. Die Forscher erreichten damit eine Temperatur, die im Tagesdurchschnitt 37 °C unter der Temperatur der Umgebungsluft lag, allein durch passive Kühlung aufgrund der Wärmeabstrahlung. Voraussetzung für den Effekt ist ein weitgehend wolkenloser Himmel und keine zu hohe Luftfeuchte.